# Santa María de Valverde (Zamora)
Santa María de Valverde és un municipi de la província de Zamora a la comunitat autònoma de Castella i Lleó.

## Demografia
| 1991 | 1996 | 2001 | 2004 |
| ---- | ---- | ---- | ---- |
| 136  | 108  | 96   | 95   |